# Arthur Judson Brown

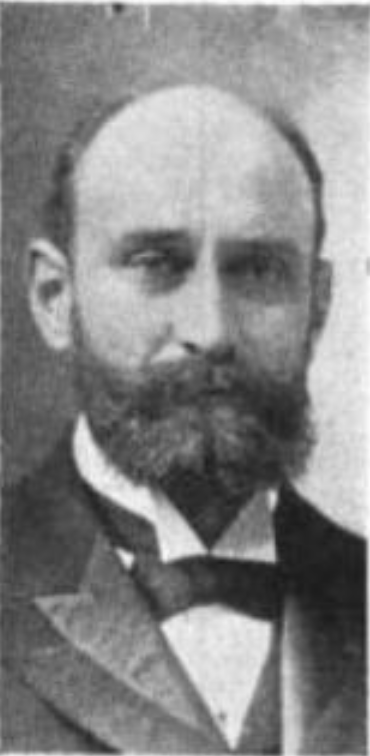
Arthur Judson Brown (1906)

Arthur Judson Brown, född 3 december 1856, död 11 januari 1963, var en amerikansk teolog och präst inom presbyterianska kyrkan.
Han var i början av 1900-talet en av Amerikas mest betydande religiösa personligheter, och starkt engagerad i kyrkans internationella samarbete. Som ledare för presbyteriandernas hednamisson företog han vidsträckta resor kring hela världen. Han var även ledamot av World Alliance for Promoting International Friendship through the Churches och var amerikanska sektionens president vid Ekumeniska mötet i Stockholm 1925.